# ژولیت ویتسمن
ژولیت ویتسمن (به انگلیسی: Juliette Wytsman) 
(زاده ۱۸۶۶ ژوئیه ۱۴–درگذشته ۸ مارس ۱۹۲۵) نقاش بلژیکی امپرسیونیست بود.

## زندگی
وایتسمن در ۱۴ ژوئیه ۱۸۶۶ در بروکسل بلژیک به دنیا آمد.
سرانجام در ۸ مارس ۱۹۲۵ در سن ۵۸ سالگی در ایکسل بلژیک درگذشت.